# Neuendorf, Altmarkkreis Salzwedel
Neuendorf là một đô thị thuộc huyện Altmarkkreis Salzwedel, bang Saxony-Anhalt, Đức.